# ドラミアン
| 累代        | 代     | 紀           | 基底年代 Mya |
| ----------- | ------ | ------------ | ------------ |
| 顕生代      | 新生代 | 第四紀       | 2.58         |
| 顕生代      | 新生代 | 新第三紀     | 23.03        |
| 顕生代      | 新生代 | 古第三紀     | 66           |
| 顕生代      | 中生代 | 白亜紀       | 145          |
| 顕生代      | 中生代 | ジュラ紀     | 201.3        |
| 顕生代      | 中生代 | 三畳紀       | 251.902      |
| 顕生代      | 古生代 | ペルム紀     | 298.9        |
| 顕生代      | 古生代 | 石炭紀       | 358.9        |
| 顕生代      | 古生代 | デボン紀     | 419.2        |
| 顕生代      | 古生代 | シルル紀     | 443.8        |
| 顕生代      | 古生代 | オルドビス紀 | 485.4        |
| 顕生代      | 古生代 | カンブリア紀 | 541          |
| 原生代      | 原生代 | 原生代       | 2500         |
| 太古代      | 太古代 | 太古代       | 4000         |
| 冥王代      | 冥王代 | 冥王代       | 4600         |
| 1. 2. 3. 4. |        |              |              |

ドラミアン（英: Drumian）は、地質時代名の一つ。約5億450万年前から約5億50万年前にあたる、カンブリア紀の三番目の世を三分した中期。前の期はカンブリア紀の三番目の世の前期のウリューアン、次の期は三番目の世の後期ガズハンジアン。日本語ではドラム期とも呼ばれる。

## GSSP
国際標準模式層断面及び地点(GSSP)はアメリカ合衆国ユタ州ミラード郡のドラム山脈のドラミアン・セクション (北緯39度30分42秒 西経112度59分29秒 / 北緯39.5117度 西経112.9915度)に位置し、地質時代名もドラム山脈にちなむ。当該セクションは石灰質堆積土の連続であるウィーラー累層の露頭である。ドラミアン階の正確な基底は、ウィーラー累層の基底から62メートル上の葉理を示す石灰岩である。
ドラミアン期の始まりは三葉虫のプティチャグノストゥス・アタヴスが示準化石とされる。